# Савромат V
Савромат V (Тиберий Юлий Савромат; греч. Τιβέριος Ἰούλιος Σαυροματης; умер ок. 370) — царь Боспора в 336/337—341/342 и 359—370 годах.

## Биография
Происходил из династии Тибериев Юлиев. Сын Рескупорида VI (V). В 336 или 337 году стал соправителем отца, возможно, сверг своего предшественника Рескупорида VII с помощью римлян.
Впрочем, позиции боспорских властителей ослабли после окончательно вывода римских войск из Крыма в 338 году.
О деятельности Савромата V также известно соответствии с 370 года из труда византийского императора Константина VII. Поэтому исследователи предполагают, что Савромат V сумел в 359 году свергнуть царя Рескупорида VIII (VII), который был вассалом готов. Тем самым, возможно, при поддержке римлян или херсонесцев, избавил Боспор от готской зависимости. Однако вскоре вновь признал заключил союз с готами и стал противником Римской империи и Херсонеса.
В 362 году Савромат V направил послов к римскому императору Юлиану с предложением мира и союза, соглашаясь платить империи дань. Веротяно посольство имело успех, однако смерть императора в 363 году и борьба за власть отсрочила восстановление отношений Боспора с Римом.
Около 370 году Савромат V вёл войну против Херсонеса Таврического, пытаясь восстановить прежние границы Боспорского царства. Впрочем, в решающей битве в местности Кафа («Caphae») боспорцы потерпели поражение. В результате Савромат V вынужден был согласиться на проведение границы возле города Киммерик, однако сохранил за собой Феодосию.
Савромат V погиб около 370 года во время борьбы с гуннами во главе с Баламбером в рамках большой войны между готами (сюзеренами Боспора) и гуннским объединением. Ему наследовал сын Савромат VI.
По альтернативной теории, Савромат V властвовал в 342—359 годах, его сын Савромат VI — 359—370 годах, Рескупорид VIII — 370—391 годах.